# Albert Daugan
Albert Daugan, né le 31 décembre 1866 à Rennes et mort le 20 mai 1952 à Pont-l'Évêque (Calvados) est un général français, grand-croix de la Légion d'honneur. 
« Très grand chef, avec un passé colonial et de guerre des plus glorieux » selon le général Degoutte, il s'illustre au cours de la Première Guerre mondiale, notamment  au commandement de la Division marocaine, et de la pacification du Maroc.

## Biographie

### Famille
Il est le fils de Joseph Daugan, receveur d’octroi, et de Perrine Châtellier. Il se marie avec Marguerite Bordeaux-Desbarres le 21 juin 1897. Marguerite, infirmière et prisonnière volontaire des Allemands en 1915, a été nommée chevalier de la Légion d'Honneur le 2 août 1920, décoration remise par le maréchal Foch le 8 septembre, devant les troupes de la Division marocaine commandée par son époux.

### Carrière militaire
Sorti de l'École spéciale militaire de Saint-Cyr en 1890 et breveté de l'École supérieure de guerre en 1903, il sert en Algérie et en Tunisie entre 1904 et 1910, est nommé chevalier de la Légion d'honneur en 1909, puis participe à la pacification du Maroc en 1910-1914, comme chef de bataillon, sous les ordres des généraux Gouraud et Mangin,.  
Il s'illustre ensuite au cours de la Grande guerre comme chef de bataillon au 4e régiment de marche de zouaves en août-septembre 1914, puis comme lieutenant-colonel au commandement du 4e régiment de marche de tirailleurs, comme chef d'état major de la 6e armée en janvier-août 1917 et enfin, promu général  de brigade en septembre 1917, à la tête de la prestigieuse Division marocaine ; il est cité à l'ordre de l'armée à six reprises, promu officier de la Légion d'honneur en juin 1915 puis commandeur en septembre 1918,. 
Après la guerre, il commande la subdivision (puis région) de Marrakech en 1922-1925 et, après avoir été promu général de division en 1923, se distingue comme commandant général du front Nord pendant la guerre du Rif du 25 mai au 24 juillet 1925 ; il est cité deux fois et est élevé à la dignité de grand officier de la Légion d'honneur  en récompense de sa conduite,. 
Il termine sa carrière  au commandement du 16e corps d'armée en 1926-1928 et passe dans la réserve le 31 décembre,.
Il est fait grand-croix de la Légion d'honneur le 6 juillet 1929.
Il meurt le 20 mai 1952 à Pont-l'Évêque (Calvados).

## Décorations
- Grand-croix de la Légion d'honneur (6 juillet 1929)
  - Grand Officier le 9 juillet 1925
  - Commandeur le 28 septembre 1918
  - Officier le 28 juin 1915
  - Chevalier le 11 juillet 1909
- Croix de guerre 1914–1918 (7 palmes et 1 étoile de vermeil)[4]
- Croix de guerre des Théâtres d'opérations extérieurs (2 citations)